# James Norton
James Geoffrey Ian Norton (Londra, 18 luglio 1985) è un attore britannico.
Conosciuto per i suoi variegati ruoli in teatro, televisione e cinema, Norton è salito alla ribalta nel 2014 grazie alla sua interpretazione dell'efferato criminale Tommy Lee Royce nella serie televisiva della BBC Happy Valley, che gli è valso una candidatura al British Academy Television Award per il miglior attore. Successivamente ha interpretato Sidney Chambers in Grantchester, il suo primo ruolo da protagonista in televisione, e Andrej Bolkonskij in Guerra e pace, l'adattamento televisivo della BBC dell'omonimo romanzo di Lev Tolstoj.

## Biografia
Nato a Londra e cresciuto a Malton, James Norton è figlio di Hugh e Lavinia Norton, entrambi insegnanti; ha una sorella, Jessica. Dopo gli studi all'Ampleforth College, ha studiato all'Università di Cambridge dove, oltre a  conseguire una laurea in teologia nel 2007 presso il Fitzwilliam College, ha iniziato a recitare nelle compagnie teatrali universitarie. Ha quindi intrapreso gli studi di recitazione alla Royal Academy of Dramatic Art, dove si è diplomato nel 2010. 
Nel 2020 ha fondato con Kitty Kaletsky la casa di produzione cinematografica Rabbit Track Pictures, con la quale ha già realizzato il film Caccia all'agente Freegard .
È affetto dal diabete mellito di tipo 1 ed è attivamente coinvolto nelle iniziative volte a rafforzare la conoscenza sulle cure e la ricerca.

## Carriera
Norton ha avuto una piccola parte nel film An Education (2009) con protagonista Carey Mulligan. Nel 2010 è stato membro del cast originale di Posh di Laura Wade presso il Royal Court Theatre. Nel 2010, al Teatro Crucible di Sheffield, ha recitato in That Face di Polly Stenham nel ruolo di Henry, ottenendo il plauso della critica. L'anno successivo ha fatto il suo debutto sulle scene del West End londinese interpretando il Capitano Stanhope nel dramma Journey's End e nello stesso anno ha interpretato Goffredo II di Bretagna nella pièce Il leone d'inverno con Joanna Lumley per la regia di Trevor Nunn, che lo aveva già diretto in Cimbelino durante gli anni universitari.
Nel film Bella giornata per un matrimonio (2012), Norton ha interpretato Owen, il promesso sposo di una donna in conflitto con se stessa. È comparso nel film Rush (2013) nei panni del pilota di Formula Uno Guy Edwards. Nel 2013, ne La ragazza del dipinto, è stato Oliver Ashford, nobile corteggiatore della protagonista. Nel 2014 ha interpretato il ruolo di Ralph nel film Bonobo, una commedia scritta e diretta Matthew Hammett Knott, presentata in anteprima al Raindance Film Festival.
Le apparizioni televisive di Norton includono l'episodio di Doctor Who "Guerra Fredda" (2013), in cui interpreta un membro dell'equipaggio di un sottomarino sovietico durante la guerra fredda, e Death Comes to Pemberley (2013), una miniserie tratta dal romanzo di P.D.James che vede i personaggi di Orgoglio e pregiudizio di Jane Austen coinvolti in un misterioso omicidio.

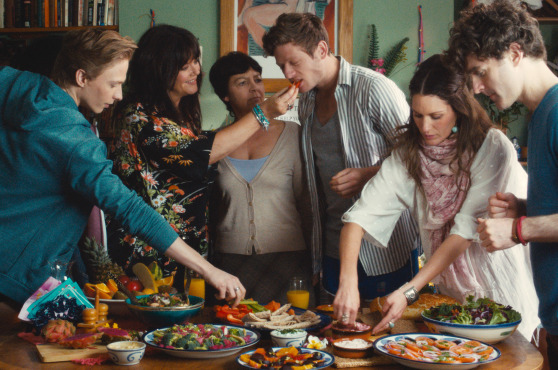
Una scena da Bonobo

Norton è stato acclamato per il ruolo di Tommy Lee Royce, il feroce antagonista della poliziotta Christine Cawood nella serie televisiva poliziesca di grande successo Happy Valley. Il ruolo gli è valso una candidatura al British Academy Television Awards del 2015 e Norton è tornato a ricoprire la parte nella seconda e nella terza stagione della serie, rispettivamente nel 2016 e nel 2023.
Nella serie ITV del 2014 Grantchester, basata sui romanzi di James Runcie, Norton interpreta il ruolo protagonista di Sidney Chambers, un giovane pastore anglicano della cittadina di Grantchester, nei pressi di Cambridge, che risolve alcuni casi di omicidio nei dintorni del tranquillo paese. Nello stesso anno appare anche nelle pellicole I vichinghi (2014) e Turner (2014), con Mike Leigh alla regia. 
Nel 2015 ha interpretato il ruolo del pittore scozzese Duncan Grant nella miniserie della BBC Life in Squares, dedicata al Bloomsbury group e il personaggio di Clifford Chatterley nell'adattamento de L'amante di lady Chatterley curato da Jed Mercurio per la BBC dal celebre romanzo omonimo. 
Nel 2016 è apparso come Andrej Bolkonskij nella miniserie della BBC prodotta da Andrew Davies Guerra e Pace, adattamento del romanzo di Lev Tolstoj.. Nello stesso anno è tonato a calcare le scene londinesi nel dramma Bug di Tracy Letts, accanto a Kate Fleetwood. 
Nel 2017 è apparso in Flatliners - Linea mortale, remake del film omonimo del 1990, e ha recitato in Nosedive, il primo episodio della terza stagione di Black Mirror . Nel 2018 è stato il protagonista della serie televisiva britannico-statunitense McMafia. 
Nel 2019 ha interpretato il film di Agnieszka Holland L'ombra di Stalin (2019), presentato alla 69ª edizione del Festival internazionale del cinema di Berlino, e Piccole donne, adattamento di Greta Gerwig dall'omonimo romanzo. Nel 2020 è protagonista di Nowhere Special - Una storia d'amore, diretto da Uberto Pasolini, presentato alla 77ª Mostra internazionale d'arte cinematografica di Venezia. Per la sua interpretazione nel film ottiene una candidatura al British Independent Film Award al miglior attore non protagonista nel 2021.
Parallelamente all'attività cinematografica e televisiva, Norton ha proseguito con l'attività teatrale, ottenendo il plauso della critica nel 2023 grazie alla sua interpretazione nel dramma A Little Life, diretto da Ivo van Hove e rappresentato all'Harold Pinter Theatre e al Savoy Theatre di Londra; il ruolo gli è valso una candidatura al Laurence Olivier Award al miglior attore.. Nel 2024 è tornato sugli schermi cinematografici col ruolo di Chris Blackwell nel film biografico Bob Marley - One Love.

## Filmografia

### Attore

#### Cinema
- An Education, regia di Lone Sherfig (2009)
- Bella giornata per un matrimonio (Cheerful Weather for the Wedding), regia di Donald Rice (2012)
- Tell me the Truth About Love, regia di Margaret Williams (2013)
- Rush, regia di Ron Howard (2013)
- La ragazza del dipinto (Belle), regia di Amma Asante (2013)
- Turner (Mr. Turner), regia di Mike Leigh (2014)
- I vichinghi (Northmen: A Viking Saga), regia di Claudio Fäh (2014)
- Bonobo, regia di Matthew Hammett Knott (2014)
- Appuntamento al parco (Hampstead), regia di Joel Hopkins (2017)
- Flatliners - Linea mortale (Flatliners), regia di Niels Arden Oplev (2017)
- Hero, regia di Freddie Fox (2018) - cortometraggio
- L'ombra di Stalin (Mr. Jones), regia di Agnieszka Holland (2019)
- Piccole donne (Little Women), regia di Greta Gerwig (2019)
- Nowhere Special - Una storia d'amore (Nowhere Special), regia di Uberto Pasolini (2020)
- L'apparenza delle cose (Things Heard & Seen), regia di Shari Springer Berman e Robert Pulcini (2021)
- Caccia all'agente Freegard (Rogue Agent), regia di Declan Lawn e Adam Patterson (2022)
- Bob Marley - One Love, regia di Reinaldo Marcus Green (2024)
- JOY - The Birth of IVF (Joy) , regia di Ben Taylor (2024)

#### Televisione
- L'ispettore Gently (Inspector George Gently) – serie TV, episodio 5x02 (2012)
- Restless, regia di Edward Hall – miniserie TV (2012)
- Blandings – serie TV, episodio 1x1 (2013)
- Doctor Who – serie TV, episodio 7x8 (2013)
- By Any Means – serie TV, episodio 1x1 (2013)
- I misteri di Pemberley (Death Comes to Pemberley) – miniserie TV, 3 puntate (2013)
- The Great War: The People's Story – serie TV, episodio 1x3 (2014)
- Happy Valley – serie TV, 18 episodi (2014-2023)
- Grantchester – serie TV, 21 episodi (2014-2019)
- Life in Squares – serie TV, episodi 1x1-1x2-1x3 (2015)
- L'amante di Lady Chatterley (Lady Chatterley's Lover), regia di Jed Mercurio – film TV (2015)
- Guerra e pace (War and Peace) – miniserie TV, 6 puntate (2016)
- Black Mirror – serie TV, episodio 3x1 (2016)
- To Walk Invisible, regia di Sally Wainwright – film TV (2016)
- McMafia – serie TV, 8 episodi (2018-in corso)
- The Trial of Christine Keeler – serie TV, 6 episodi (2019)
- The Nevers – serie TV, 12 episodi (2021-2023)

### Doppiatore
- Dragon Age: Inquisition – videogioco (2014)
- Dragon Age: Trespasser – videogioco (2015)
- Wild West: America's Great Frontier - Documentario miniserie, 3 episodi (2016)

## Teatro
- Posh di Laura Wade, regia di Lyndsey Turner. Royal Court Theatre di Londra (2010)
- That Face di Polly Stenham, regia di Richard Wilson. Crucible Theatre di Sheffield (2010)
- La fine del viaggio di Robert Cedric Sherriff, regia di David Grindley. Duke of York's Theatre di Londra (2011)
- Il leone d'inverno di James Goldman, regia di Trevor Nunn. Haymarket Theatre di Londra (2011)
- Bug di Tracy Letts, regia di Simon Evans. Found111 di Londra (2016)
- Belleville di Amy Herzog, regia di Michael Longhurst. Donmar Warehouse di Londra (2017)
- A Little Life di Ivo van Hove e Hanya Yanagihara, regia di Ivo van Hove. Harold Pinter Theatre e Savoy Theatre di Londra (2023)

## Riconoscimenti
- British Academy Television Awards
  - 2015 – Candidatura per il miglior attore non protagonista per Happy Valley
- British Independent Film Awards
  - 2021 – Candidatura per il miglior attore non protagonista per Nowhere Special
- Premi What's On Stage (WOS Awards)
  - 2024 - Premio come Miglior attore protagonista per A Little Life
- Premio Laurence Olivier
  - 2024 – Candidatura per il miglior attore per A Little Life

## Doppiatori italiani
Nelle versioni in italiano delle opere in cui ha recitato, James Norton è stato doppiato da:
- Andrea Mete in Appuntamento al parco, I misteri di Pemberley, Nowhere Special, The Nevers, Joy
- Edoardo Stoppacciaro in Grantchester, Flatliners - Linea mortale, Bob Marley - One Love
- Gianfranco Miranda in McMafia, Piccole donne
- Andrea Lavagnino in Guerra e pace, Happy Valley
- Daniele Giuliani ne La ragazza del dipinto
- Massimo Triggiani in L’apparenza delle cose
- Stefano Broccolletti ne I vichinghi
- Carlo Petruccetti in Black Mirror